# Batalla de San Diego de la Unión
La Batalla de San Diego de la Unión fue una acción militar de la Guerra de Independencia de México, efectuada el 3 de septiembre de 1817, en la localidad de San Diego de la Unión, Guanajuato. Los insurgentes comandados por el general Francisco Xavier Mina lograron la victoria ante las fuerzas realistas. Al triunfo de los insurgentes, se ordenó que se fusilaran a todos los prisioneros. La población de San Diego fue incendiada por las fuerzas insurgentes, quedando en su totalidad destruida. A tan sólo unos meses después de esta victoria, el 27 de octubre, Mina es apresado y pasado por las armas en Remedios, Guanajuato, el 11 de noviembre luego de su campaña en la Sierra de Pénjamo.